# モスクワ・ニュース
『モスクワ・ニュース』 (The Moscow News) は、1930年の創刊で、ロシアで最も古い英字新聞である。スターリンの承認で創刊されたが、ゴルバチョフの時期にはグラスノスチを体験できるリベラルなメディアとして評判であった。後には記事の多くがロシア語新聞『モスコフスキエ・ノーヴォスチ』から翻訳されていた時期もある。プーチンの時代、2014年に廃刊となった。

## 歴史

### ソヴィエト連邦の時代
1930年、『モスクワ・ニュース』はアメリカ合衆国の社会主義者アンナ・ルイーズ・ストロングにより創刊されたが、彼女は1919年に起きたシアトル・ゼネラル・ストライキのリーダーの一人だった。新聞は当時既にヨシフ・スターリンが率いていた共産主義指導部によって、社会主義思想を世界各国の読者に広めることを目的とした国際新聞として承認された。新聞は間もなくフランス語、ドイツ語、スペイン語、イタリア語、ギリシャ語、ハンガリー語、アラビア語など世界の主要言語や、隣国のフィンランド語を含む、多くの言語で発行されるようになった。
『モスクワ・ニュース』初代外信部長は、英国人共産主義者のローズ・コーエンであった。彼女はモスクワで1937年8月に逮捕され、同年11月28日に銃殺された（1956年にソ連で彼女は名誉回復した）。1949年、編集長ミハイル・ボロディンが逮捕された後（おそらく強制収容所グラークで没した）、『モスクワ・ニュース』は閉鎖された。 
新聞はソビエト連邦共産党の監督のもとに、1956年1月4日に復刊した。 
1985年、ゲンナディ・ゲラシモフ編集長の在任中、校閲者にボブ・マイヤーソンが雇用された。モスクワ大学で1年間研究生活を送り、プーシキン記念ロシア語大学でも1年間学んだ、ソヴィエト連邦でフルタイムで働く唯一のアメリカ人平和主義者だったマイヤーソンは、次の3年間ソ連の新聞社で働く唯一のアメリカ人だった。 
ゲンナディ・ゲラシモフが1986年にゴルバチョフの公式報道官になって『モスクワ・ニュース』を去ると、エゴール・ヤコブレフが後任となり、ゴルバチョフのグラスノスチ（情報公開）とペレストロイカ（再構築）の改革期に、新聞は次々と従来のタブーを破っていった。当時何人かの共産主義者は新聞の衝撃的な暴露と批判に激怒し、『モスクワ・ニュース』は「イエロー・プレス」と呼ばれるようになった。しかしながらこの新聞は、グラスノスチの自由を経験できる最初の新聞の1つであり、週に100万部が印刷され、人々は朝の6時からプーシキン広場にある新聞社本部で買い求めていた。

### ロシア連邦の時代
2003年、ウラジーミル・プーチン大統領のもと、売り上げ減少に悩まされていた『モスクワ・ニュース』は、ロシアのオリガルヒの一人でユコス石油の所有者ミハイル・ホドルコフスキーにより、ユコス石油会社の設立した財団オープン・ロシアに売却された。ホドルコフスキーは率直なロシア自由主義ジャーナリストのエフゲニー・キセリョフを雇ったが、9人のベテランジャーナリストを解雇して社内のスキャンダルとなった。キセリョフは結局イスラエルの実業家アルカディ・ゲイダマクと交代し、彼は2005年10月に新聞社のオーナーになった。
『モスクワ・ニュース』の所有者はいくつも入れ替わった。写真誌『アガニョーク』や、インターナショナル・ブックなどが次々とオーナーになった。2007年、『モスクワ・ニュース』の英語版はRIAノーボスチの所有となり、記事のいくつかは『モスコフスキエ・ノーヴォスチ』からの翻訳になった。
2007年1月から9月までの間、新聞はアンソニー・ルイスが管理し、彼はいくつかの改革をした。新聞の形態は一新され、レイアウトもフォントも新しくなった。紙面は16～32ページになり、ロシア人と外国人の様々な人気コラムニストが登場するようになった。 
地域とビジネスの領域が広がり、モスクワ近郊に住む専属ライターがスポーツや地域ニュース記事を定期的に執筆した。国内外の搬送にはアエロフロートの航空便が再び使われた。新聞はロシアの首都モスクワの事業所で無料配布され、プーシキン広場のような有名な場所のキオスクで販売された。2007年9月から2009年2月までの編集長はロバート・ブリッジだった。

### 終焉
2012年夏、新聞の刊行頻度が落ち、週刊が隔週刊になり、ニュースと政治セクションはより広くより深くなった。発行は広告費で賄い、無料で提供された。マーク・ガレオッティを含む寄稿者によるロシア内外のニュースとコラムが引き続き提供された。新聞の経営はオーナーにかかっていた。
2014年1月23日、新聞の印刷版は「経営陣の命令により」中止され、ウェブだけのニュースメディアになった。2014年3月14日、新聞は「親会社であるロシア国営通信社RIAノーボスチの清算と再編成のために、ニュースウェブサイト、フェイスブックページ、ツイッターアカウントの更新を中止する」と発表した。これはプーチン大統領が2013年12月9日に国営通信社を廃止し、2014年に新会社「ロシアの今日」へ合併することになったためである。印刷版の最後の編集長ナターリヤ・アントノワは3月13日の惜別の署名記事で、「もしロシアについてあるニュアンスで書くと、あなたを混乱させ多くの怒りを買うかもしれない。最初はあなたは怖くなり、次にこれに怒り、ついには慣れてしまうだろう」と書いた。
1930年から2014年の新聞の紙面は全て、East View社のデジタルアーカイブで見ることができる。

### 歴代編集長
- 1932年–1949年: ミハイル・ボロディン
- 1983年–1986年: ゲンナディ・ゲラシモフ（英語版）
- 1986年–1991年: エゴール・ヤコブレフ（英語版）
- 1991年–1995年: レン・カルピンスキー（ロシア語版）
- 1995年–2003年: ヴィクトル・ロシャク（ロシア語版）
- 2003年–2005年: エフゲニー・キセリョフ（英語版）
- 2006年–2007年: ヴィタリー・トレチャコフ（ロシア語版）
- 2007年–2009年: ロバート・ブリッジ
- –2014年: ナターリヤ・アントノワ